# Region Centralny (Kamerun)

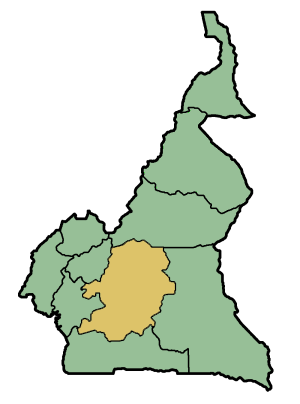
Położenie Regionu Centralnego na mapie Kamerunu

Region Centralny (ang. Centre Region, fr. Région du Centre) – jeden z regionów Kamerunu. Jego stolicą jest Jaunde. Obszar 68 926 km² zamieszkuje około 1 651 tys. ludzi (1987), głównie Bassa, Ewondo i Vute.

## Geografia

### Warunki wodne
Region Centralny leży w zlewisku Atlantyku.
Sanaga jest najważniejszą rzeką regionu. Jej bystry nurt stanowi doskonałe źródło energii hydroelektrycznej. Jest także ważna dla rolnictwa, gdyż jej wylewy, mające miejsce w czasie pory deszczowej, użyźniają gleby. Sanaga jest żeglowna od Wodospadów Nachtigala do Edéa w Regionie Nadmorskim.
Kilka dopływów zasila swoimi wodami Sanagę. Djérem przecina teren regionu wpływając z Adamawy i płynąc do Regionu Wschodniego, łącząc się tam z rzeką Lom (górna Sanaga). Djérem, podobnie jak Sanaga, wylewa okresowo. Rzeka Kim wpływa z Adamawy i łączy się z rzeką Mbam na granicy Regionu Zachodniego. Mbam łączy się z Noun, wpływającym z Prowincji Zachodniej. Z kolei z Noun łączy się rzeka Ndjim. Noun wpływa do Sanagi niedaleko Monatélé.
Nyong jest jedyną większą rzeką, niebędącą dopływem Sanagi. Ma swe źródła w Regionie Wschodnim, przepływa przez Mbalmayo i płynąc dalej na zachód tworzy granicę pomiędzy regionami Południowym i Nadmorskim.
Za sprawą tego, że Nyong leży w całości w strefie klimatu równikowego, ma ona okres podwyższonego stanu wód, spowodowany ulewnymi deszczami, występującymi między marcem i październikiem. Zwiększony poziom rzeki czyni ją żeglowną od Abong-Mbang w Regionie Wschodnim do Mbalmayo. Pozostałe rzeki prowincji płyną przez strefy klimatu równikowego i podrównikowego, gdzie pora deszczowa przypada na różne miesiące, co sprawia, że nie ma tak dużych wahań stanu wód.
Zapotrzebowanie prowincji na energię elektryczną jest zaspokajane w większości przez elektrownie wodne w sąsiednich regionach. Z powodu rosnącego zapotrzebowania na elektryczność, planuje się zbudowanie zapory na rzece Nyong w Njock-Mpoume i na Sanadze na Wodospadach Nachtigala.

### Ukształtowanie terenu
Region Centralny leży na Wyżynie Południowokameruńskiej. Wysokość terenu nad poziomem morza waha się od 500 do 1000 metrów. Wyjątkiem są dolin rzek – Sanagi i jej dopływów – gdzie wysokość spada do 200 metrów. Wysokość terenu rośnie, gdy oddalamy się od nadmorskich równin na południowym zachodzie i zbliżamy do Wyżyny Adamawa. Charakterystycznym elementem krajobrazu są faliste, porośnięte lasem wzgórza. Najwyższe z nich mają bezleśne, skaliste wierzchołki. Najwyższą górą w regionie jest Mbam Minkom (1295 m n.p.m.), leżąca na północny zachód od Jaunde.

### Klimat
Klimat na terenie regionu charakteryzuje się wysokimi średnimi temperaturami (24 °C, na północnym zachodzie zwykle o stopień mniej) i brakiem pór roku. Występują dwie pory suche – od grudnia do maja i lipca do października, oraz dwie pory deszczowe – od maja do czerwca i od października do listopada. Roczna suma opadów wynosi 1000-2000 mm – im dalej na północ tym opady mniejsze.

### Fauna i flora
Region jest porośnięty lasem równikowym. Wyjątkiem są doliny rzek Djérem, Mbam, i Noun oraz północna granica regionu. Tereny te zajmuje sawanna drzewiasta. Niegdyś tereny regionu były zalesione w większym niż obecnie stopniu. Eksploatacja lasów przyczyniła się do ich przetrzebienia i przesunięcia się granic sawanny na południe. Obecnie niewiele jest terenów nietkniętych przez człowieka. Rezerwat Mfou, ustanowiony ostatnio m.in. przez WWF, jest jednym z takich obszarów. Ma za zadanie chronić różne gatunki ptaków, małp i węży. Szanse na zapoznanie się z kameruńską przyrodą stwarza również stołeczny ogród zoologiczny.

## Demografia

### Rozmieszczenie ludności
Region Centralny, zamieszkany przez ponad milion ludzi, jest jednym z najgęściej zaludnionych regionów Kamerunu. Przez długi czas jego tereny były ważnym ośrodkiem ludu Beti-Pahuin, jednak wskutek migracji ludności z innych części kraju dominująca pozycja tego ludu osłabła. Wśród wielu czynników, przyciągających przyjezdnych można wymienić: ulokowanie na terenie regionu siedziby administracji w czasach kolonialnych, a także nadanie Jaunde statusu stolicy w czasach niepodległości, rozwój plantacji kakao i trzciny cukrowej leżących pomiędzy rzekami Sanaga i Nyong, przyciągające robotników z sąsiednich regionów oraz fakt, iż Jaunde jest centrum edukacji ściągającym młodych ludzi z całego kraju.
Większość mieszkańców regionu żyje w Jaunde, w większych miastach i wzdłuż głównych dróg.

### Ludność

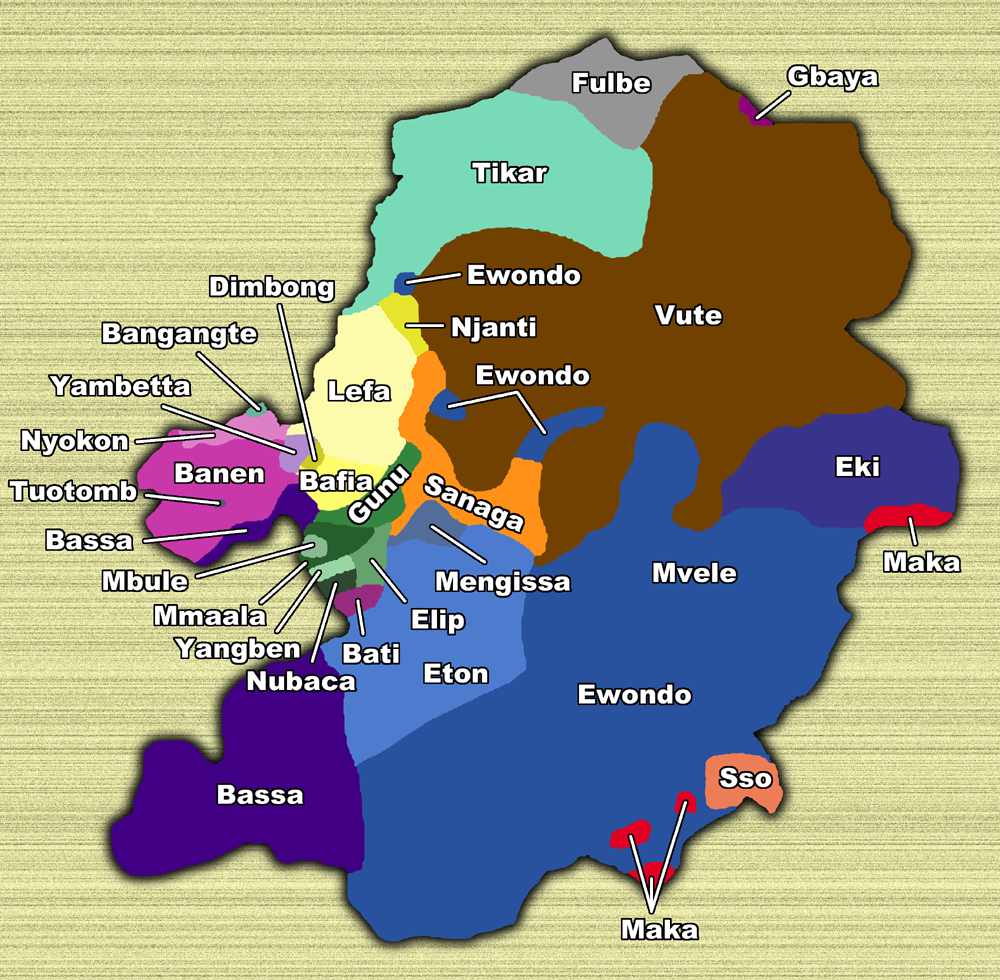
Rozmieszczenie poszczególnych grup etnicznych na terenie regionu

Region jest jednym z najważniejszych ośrodków grupy ludów zwanej Beti-Pahuin. Mimo wspólnego języka i zwyczajów, dzielą się na mniejsze podgrupy – Beti, Bulu czy Fang.

#### Beti
Region Centralny jest jednym z głównych ośrodków ludu Beti-Pahuin (zwanego również Fang Beti lub Fang), należącego do rodziny Bantu. Lud ten dzieli się na Beti, zamieszkujących Region Centralny i Bulu oraz Fang, zamieszkujących Region Południowy.
Grupa Beti dzieli się na kilka mniejszych grup. Ewondo zamieszkują najgęściej zaludnioną część regionu – departamenty Nyong-et-Soo i Mfoundi. Yezum i Yebekolo to podgrupy Ewondo. Bene, choć liczniejsi w Regionu Południowego, żyją także w departamencie Nyong-et-Soo. Mbida-Mbane i Mvong-Nyenge zamieszkują tereny na wschód od Jaunde. Eton-Beti, Eton-Beloua i Beloua-Eton żyją w departamencie Lekié. Siedziby Mvelle ciągną się od Jaunde wzdłuż doliny rzeki Nyong aż do departamentu Nyong-et-Mfoumou. Eki żyją w departamencie Haute-Sanaga.

#### Inne ludy
Wiele mniejszych ludów, nienależących do Beti Pahuin, asymiluje się z tą o wiele liczniejszą grupą. Należą do nich Manguissa, żyjący w departamencie Lekié pomiędzy rzeką Sanaga i miastem Saa, Bamvele, Batchanga (Tsinga), Evuzok, Omvang, Yekaba i Yetudi.
Okolice miasta Bafia i zachodnią część regionu sąsiadująca z Regionem Nadmorskim zamieszkują ludy określane wspólnie jako Banen i Bafia. Wśród nich wyróżnić można grupy takie jak Ndiki, Ntundu, Lemande, Yambetta, Bape i Bekke.
Poza tym w regionie żyje lud Tikar, który swe główne siedziby ma w Regionie Zachodnim i Północno-Zachodnim. Jego członkowie, mieszkający w Regionie Centralnym posługują się językiem Tumu i jego dialektami. Tikar dzielą się na Bang-Heng, Bankim, Ditan, Ina, Ngambe, Ngume, Ue i Yakong.
Bassa żyją w departamencie Nyong-et-Kellé.
Vute (zwani też Babuti), którzy są ludem należącym do grupy Bantu, zamieszkują departament Mbam-et-Kim.
Mniejsze ludy, żyjące na terenie regionu, to: Bajem, Baki, Bamun, Bulu, Fa' (Balong), Gbete (Kepere), Gunu, Lafa, Maka, Njauti, Nyokon i Pori. Kilka małych różnorodnych grup określanych wspólnie jako Yambassa żyje wokół terytorium ludu Banen.

### Religie
Europejscy misjonarze penetrowali terytorium regionu podczas rządów niemieckich i francuskich. Od tego czasu większość mieszkańców przyjęła, choć często jedynie nominalnie, chrześcijaństwo. Głównymi kościołami są kościół katolicki i kościoły prezbiteriańskie. Utrzymują się, szczególnie na wsi, wierzenia animistyczne.

## Gospodarka

### Hodowla
Hodowla bydła domowego i trzody jest jedną z ważnych gałęzi gospodarki. W Jaunde odbywa się największy targ bydłem, ściągający kupców nawet z sąsiednich prowincji. Bydło domowe hoduje się na ranczach w okolicach Mbandjock, zaś drób w Makak, Obala i Jaunde. Hoduje się również owce, kozy i świnie.
Myślistwo jest praktykowane w niektórych regionach. Staje się jednak coraz rzadsze, a to za sprawą postępującej eksploatacji lasów równikowych i upowszechnienia broni palnej, co przyczyniło się do przetrzebienia dziko żyjących zwierząt i zniszczenia ich naturalnego środowiska. Handel dziczyzną, pochodzącą z Regionu Wschodniego i Południowego, jest w większych miastach dochodowym interesem.

### Uprawa
Indywidualni rolnicy zamieszkujący ten region uprawiają głównie banany, taro i pochrzyn. Ten ostatni, jak również ryż uprawia się wzdłuż brzegów Sanagi. W mniej wilgotnych północnych departamentach regionu uprawia się orzeszki ziemne, kukurydzę i inne zboża. Powszechna jest uprawa manioku.
Ze względu na ciepły i wilgotny klimat oraz dobrze rozwiniętą infrastrukturę liczne plantacje uprawiają kakao, trzcinę cukrową, ryż, kawę, tytoń szlachetny i palmy na olej palmowy.
Istotnym problemem jest postępujące jałowienie gleby spowodowane sposobem pozyskiwania nowych terenów pod uprawę, polegającym na karczowaniu i wypalaniu lasów.

### Przemysł
Rolnictwo wykorzystujące duże obszary regionu przyczynia się do rozwoju przemysłu spożywczego. Produkcja cukrowni w Nkoetang stanowi blisko 80% krajowej produkcji cukru. W Jaunde mieści się zakład produkujący masło kakaowe, a także browar. Inne zakłady spożywcze mieszczą się w Nanga Eboko i Eséka.
Region jest także ośrodkiem przemysłu drzewnego. Największe tartaki mieszczą się w Eséka, Mbalmayo i Jaunde. Mniejsze zakłady zajmują się produkcją mebli i elementów konstrukcyjnych dla budownictwa.
Migracja do Jaunde stanowi czynnik inicjujący wzrost budownictwa, a co za tym idzie, produkcję materiałów budowlanych.
Także rzemiosło ma swój wkład w rozwój gospodarki zarówno zaspokajając potrzeby mieszkańców, jak i produkując dla turystów.
Pozostałe gałęzie przemysłu obecne w regionie to przemysł tytoniowy i tekstylny. W Akonolinga wydobywa się rutyl.

### Transport
Region Centralny, tak ze względu na swoje położenie, jak i na swoją stołeczność jest ważnym węzłem komunikacyjnym.
W regionie rozpoczynają się lub przechodzą przez nią najważniejsze drogi w kraju. I tak: droga nr 1 wiedzie z Jaunde do Kousséri i Fotoko, droga nr 2 wiedzie przez Ambam do Gabonu i Gwinei Równikowej, droga nr 3 prowadzi do Douala, zaś droga nr 4 do Bafoussam. Droga nr 9, jedna z niewielu nieprzechodzących przez stolicę, prowadzi z Mbalmayo do Sangmélima, Djoum i Mintom. Droga nr 10 wiedzie z Jaunde do Ayos i Bonis.
Przez Jaunde przechodzi ważna linia kolejowa do Douala i Ngaoundéré. W stolicy jest również międzynarodowy port lotniczy. Mniejsze lotniska są również w Akonolinga, Bafia, Eséka, Mbandjock i Nanga Eboko. Rzeka Nyong w czasie pory deszczowej jest żeglowna od Mbalmayo do Abong-Mbang.

### Turystyka
Region nie przyciąga wielkiej liczby turystów. Choć większość kameruńskich muzeów i pomników mieści się w Jaunde, zaś miasto dysponuje dobrą bazą noclegową, to odwiedzają je raczej przedsiębiorcy załatwiający interesy.

## Administracja i warunki społeczne

### Administracja lokalna

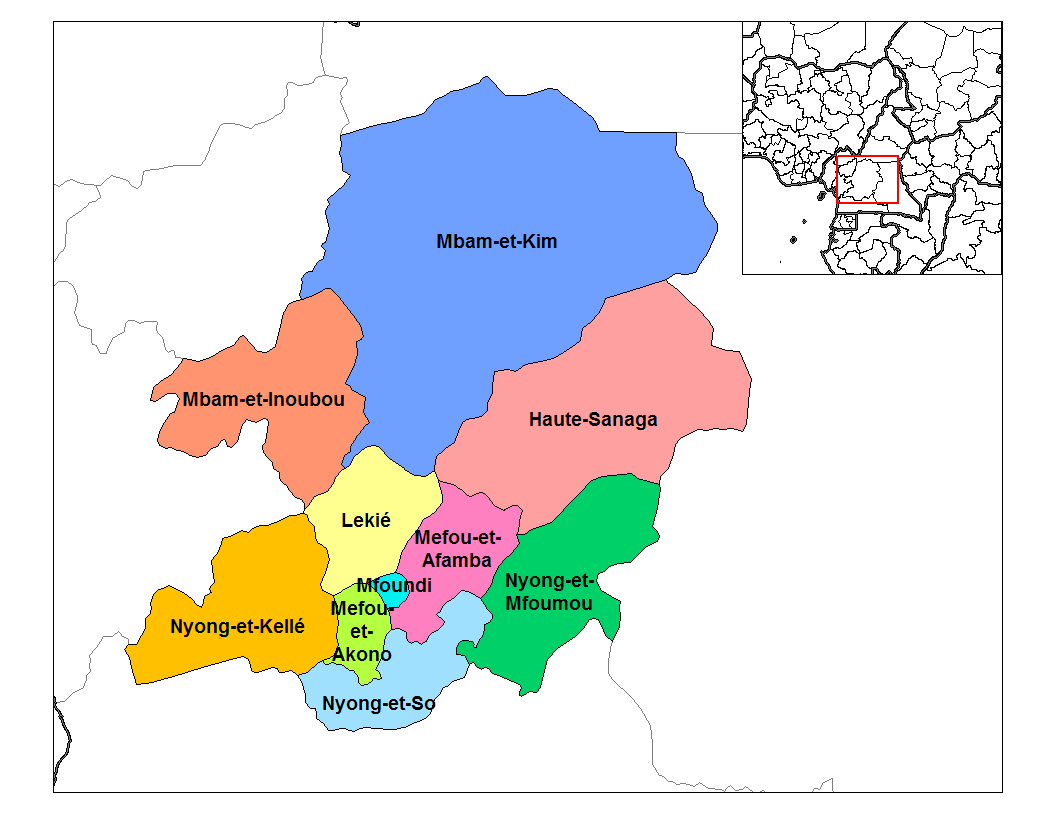
Departamenty Regionu Centralnego

Region jest podzielony na dziesięć departamentów: Haute-Sanaga ze stolicą w Nanga Eboko, Lekié ze stolicą w Monatélé, Mbam-et-Inoubou ze stolicą w Bafia, Mbam-et-Kim ze stolicą w Ntui, Méfou-et-Afamba ze stolicą w Mfou, Méfou-et-Akono ze stolicą w Ngoumou, Mfoundi ze stolicą w Jaunde, Nyong-et-Kellé ze stolicą w Eséka, Nyong-et-Mfoumou ze stolicą w Akonolinga i Nyong-et-Soo ze stolicą w Mbalmayo. Na czele regionu stoi mianowany przez prezydenta gubernator. Na czele departamentu stoi, także mianowany przez prezydenta, prefekt.

### Tradycyjne struktury polityczne
Niektóre spośród grup zamieszkujących region mają swoistą organizację wewnętrzną, wywodzącą się jeszcze z czasów przedkolonialnych. Jednak większość zamieszkujących region – różne grupy Beti – takich struktur nie ma. Tam istotną rolę odgrywają przywódcy klanów – grup spokrewnionych rodzin.
Tikar posiadają hierarchiczną organizację, na którą składają się fonowie – zajmujący się sprawami administracyjnymi i religijnymi – oraz podlegający im wodzowie.
Wśród Banen niektóre grupy są kierowane przez wodzów. Są to rzadkie przypadki, lecz tacy wodzowie cieszą się wielkim szacunkiem.

### Szkolnictwo
Region Centralny może bez obaw aspirować do miana edukacyjnego serca kraju. Uniwersytet w Jaunde jest najważniejszą wyższą uczelnią Kamerunu, choć istnieją także inne uniwersytety (w Jaunde i pozostałych miastach). Stolica przyciąga najlepiej wykształconych Kameruńczyków, oferując pracę czy to w administracji państwowej, czy też w licznych firmach zagranicznych i agendach organizacji międzynarodowych.
Szkoły podstawowe i średnie są powszechne i łatwo dostępne. Szkoły podstawowe, co oczywiste, są liczniejsze. Szkoły średnie mieszczą się raczej w miastach, lecz dobrze rozwinięta sieć drogowa ułatwia młodzieży dojazd nawet z odleglejszych części regionu. Niestety koszty dojazdu, utrzymania się na miejscu i opłaty za szkołę przekraczają możliwości wielu rodzin i uniemożliwiają kontynuowanie edukacji. Kolejną słabością kameruńskiego systemu edukacji jest niedobór nauczycieli i co za tym idzie, ogromne przepełnienie szkół.

### Opieka medyczna
W Regionie Centralnym istnieje rozwinięta sieć szpitali i przychodni, szczególnie w Jaunde i innych większych miastach. Na prowincji jest obecna „medycyna tradycyjna”.
Głównym problemem regionu, obecnym zresztą w całym Kamerunie, jest brak czystej, bieżącej wody. Na wsi zmusza to ludzi do czerpania wody z zanieczyszczonych rzek i strumieni lub z bagien i mokradeł. W miastach problemem jest brak rozwiniętej infrastruktury wodociągowo-kanalizacyjnej. Przyczynia się to do zapadania ludności na czerwonkę biegunkę pełzakowatą i żółtaczkę. Z kolei obfite opady w porze deszczowej i niewystarczające odprowadzanie gromadzącej się wody tworzą idealne warunki do rozwoju komarów przenoszących malarię.

### Życie kulturalne
Większość kameruńskich muzeów mieści się w Jaunde. Największym z nich jest Kameruńskie Muzeum Sztuki, posiadające w swych zbiorach bogatą kolekcję płaskorzeźby, posągów z brązu i tradycyjnych masek. Muzeum Afhemi jest prywatnym zbiorem kameruńskiej sztuki. Muzeum Narodowe mieści się w posiadłości niegdyś należącej do francuskiego gubernatora.
Region Centralny jest także miejscem, w którym wykształcił się styl muzyczny i taneczny zwany bikutsi. Styl ten stworzony przez lud Ewondo rywalizuje obecnie o miano najbardziej znanego kameruńskiego stylu z muzyką zwaną makossa.

## Historia

### Kontakty z Europejczykami
Migracje Beti-Pahuin w regionie zbiegły się z rozwojem handlu niewolnikami na wybrzeżu. Ewondo postanowili wykorzystać okazję do wzbogacenia się i przyjęli rolę pośredników między plemionami z głębi lądu a Europejczykami. Do transportu niewolników i uzyskanych w zamian towarów wykorzystywano rzekę Sanaga. Gdy w 1827 Wielka Brytania zakazała handlu niewolnikami, zostali oni zastąpieni przez inne towary, choć jeszcze przez jakiś czas potajemnie handlowano ludźmi.

### Czasy najnowsze
Za rządów pierwszego prezydenta, Ahmadou Ahidjo, Kamerun był podzielony na siedem regionów. Dzisiejsze Regiony Centralny i Południowy tworzyły jeden Region Centralno-Południowy. Podział nastąpił za rządów Paula Biyi, a dokładnie 22 sierpnia 1983. Za Ahidjo rozbudowano sieć transportową – powstała linia kolejowa z Jaunde do Bélabo i droga do Ngaoundéré oraz utwardzono główne drogi kraju – co miało służyć lepszemu zjednoczeniu Kamerunu.
W 1962 powołano do życia Uniwersytet w Jaunde, na którym mogło się kształcić siedem i pół tysiąca studentów. W 1973 i 1980 wybuchały protesty studenckie przeciwko przepełnieniu uczelni. Ich skutkiem było powstanie nowych uczelni w stolicach poszczególnych regionów.